# 柳影街道
柳影街道，是中华人民共和国吉林省长春市宽城区下辖的一个街道办事处。2023年3月17日行政区划调整。调整后，管辖范围东起凯旋路，西至青年路，南至扶余路社区边界（菜市南街至一汽车轮厂北外墙以北、农安南街扶余路至青年路段以北，一汽车轮厂东外墙至铁道线以东），北至北环城路。

## 行政区划
柳影街道下辖以下地区：
菜市北街社区、宋家路社区、榆树北街社区和富丰路社区。
2023年3月17日行政区划调整后，下辖宋家路、榆树北街、农安南街、菜市北街、富丰路、柳江路6个社区。